# Szlak Ariański w Wieliczce
Szlak Ariański w Wieliczce – rowerowy szlak turystyczny o długości 7,8 km na terenie Wieliczki i gminy Wieliczka w województwie małopolskim, biegnący z Jankówki do Wieliczki. Poprowadzony jest przez obszar Pogórza Wielickiego.
Trasa przebiega przez miejscowości: Jankówka, Raciborsko, Koźmice Małe, Pawlikowice i Wieliczkę. Wszystkie one miały związek z rodziną Morsztynów zarządzającą żupami królewskimi w Wieliczce należącą do braci polskich oraz Fausta Socyna wyznającego unitarianizm.

## Przebieg szlaku

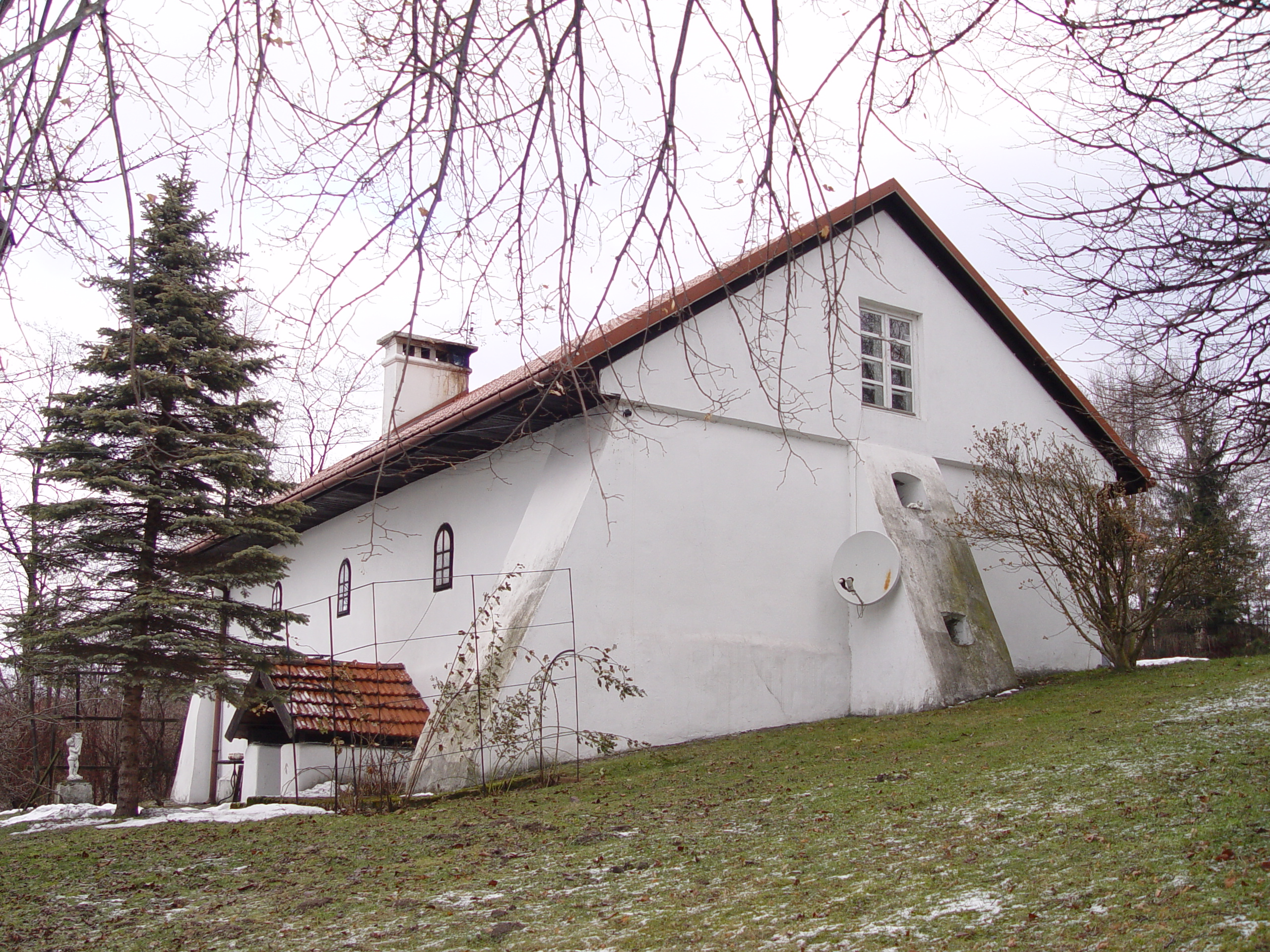
Spichlerz w Raciborsku

- Jankówka – zachowane w szczątkowej formie założenie parkowe. W przeszłości stały tam dwór, który zamieszkiwali Wiszowaci – Stanisław i jego syn Andrzej, pisarz braci polskich. 2 maja 1656 chłopi ze Skrzydlnej podpalili dwór, który był zborem braci polskich. Kryptoariański zbór, funkcjonował do początku XVIII wieku. W późniejszych czasach mieszkał tam, Józef Mehoffer, który założył ogród, przedstawiony na jego obrazie Czerwona parasolka.
- Raciborsko – teren kościoła, który zajął miejsce po dworze Morsztynów, park, budynek spichlerza oraz XIX-wieczne czworaki.
- Koźmice Małe – pozostałości po folwarku należącym do rodziny Morsztynów. Obecnie teren zajmuje XIX-wieczna częściowo rozebrana stodoła oraz staw.
- Pawlikowice – zachowany w szczątkowej formie park, który należał do nieistniejącego już założenia dworskiego. W miejscowym dworze w latach 1583–1587 mieszkał Faust Socyn wraz ze swoją małżonką, Elżbietą Morsztynówną.
- Wieliczka – kamienna krypta po byłej kaplicy Morsztynów w kościele św. Klemensa.

Podmiotem zarządzającym szlakiem jest Małopolski Instytut Kultury.